# Литьё по выплавляемым моделям

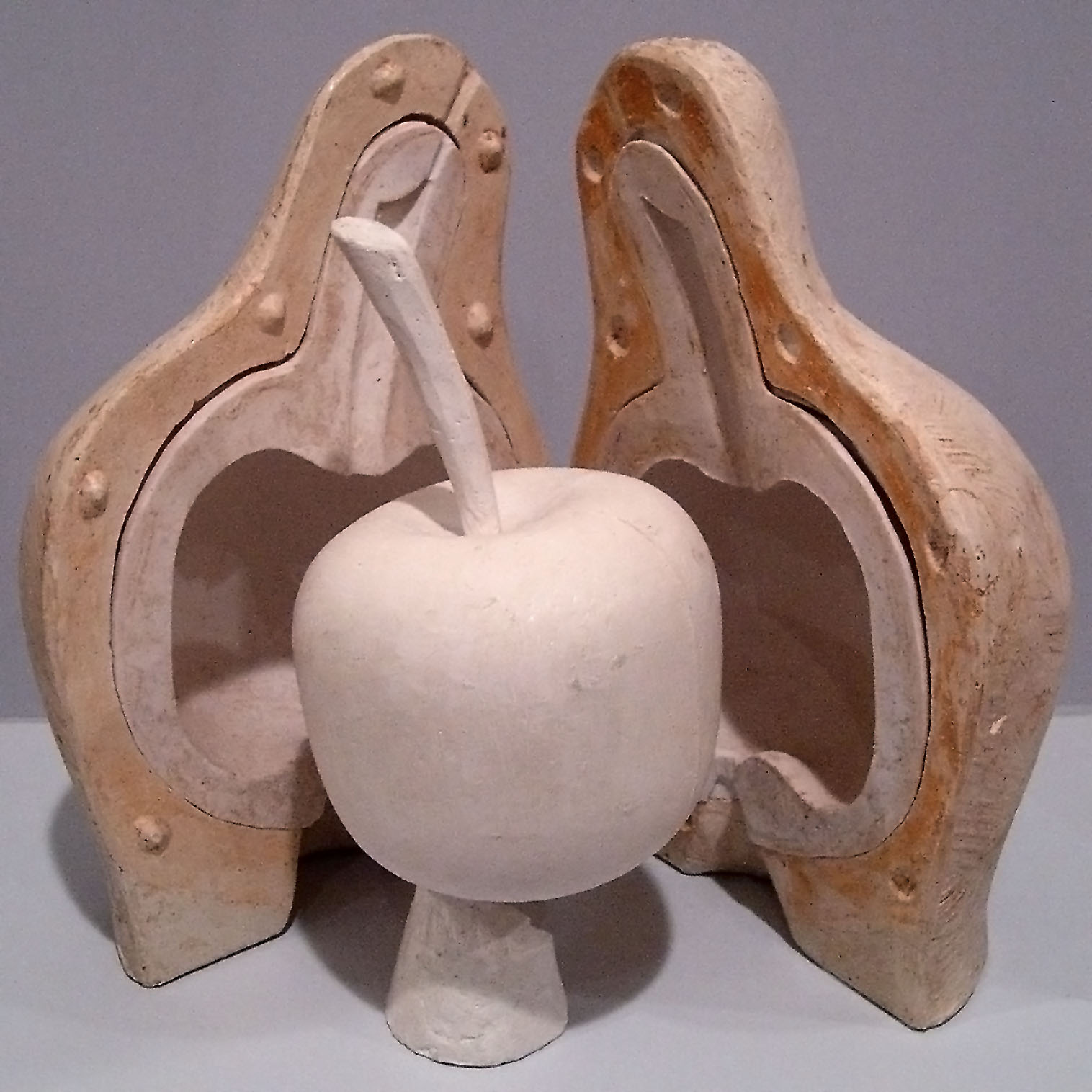
Гипсовая модель и сделанная по ней силиконовая форма для создания восковых отливок

Литьё по выплавляемым моделям (ЛВМ), метод «с утратой восковой модели» — один из способов литья, известный с глубокой древности. Он применяется для изготовления деталей высокой точности и сложной конфигурации, невыполнимых другими методами литья (например, лопатки турбин и т. п.)
Из легкоплавкого материала: парафин, стеарин и других (в простейшем случае — из воска), путём его запрессовки в пресс-форму, изготавливается точная модель изделия и литниковая питающая система (ЛПС). Наиболее широкое применение нашёл модельный состав П50С50, состоящий из 50 % стеарина и 50 % парафина. Для крупногабаритных изделий применяются солевые составы, менее склонные к короблению.
Затем модель окунается в жидкую суспензию пылевидного огнеупорного наполнителя в связующем. В качестве связующего применяют гидролизованный этилсиликат марок ЭТС 32 и ЭТС 40, гидролиз ведут в растворе кислоты, воды и органического растворителя (спирт, ацетон). В настоящее время в ЛВМ нашли применения кремнезоли, не нуждающиеся в гидролизе в цеховых условиях и являющиеся экологически безопасными. В качестве огнеупорного наполнителя применяют: электрокорунд, дистенсиллиманит, кварц, шамот и т. д.
На модельный блок (модель и ЛПС) наносят суспензию и производят обсыпку, так наносят от 6 до 10 слоёв. С каждым последующим слоем фракция зерна обсыпки меняются для формирования плотной поверхности оболочковой формы.
Сушка каждого слоя занимает не менее получаса, для ускорения процесса используют специальные сушильные шкафы, в которые закачивается аммиачный газ. Из сформировавшейся оболочки выплавляют модельный состав: в воде, в модельном составе, выжиганием, паром высокого давления.
После сушки и вытопки блок прокаливают при температуре примерно 1000 °С для удаления из оболочковой формы веществ, способных к газообразованию.
После чего оболочки поступают на заливку. Перед заливкой блоки нагревают в печах до 1000 °С. Нагретый блок устанавливают в печь и разогретый металл заливают в оболочку. Залитый блок охлаждают в термостате или на воздухе. Когда блок полностью охладится его отправляют на выбивку. Ударами молота по литниковой чаше производится отбивка керамики, далее отрезка ЛПС. Таким образом получаем отливку.
Преимущества этого способа: возможность изготовления деталей из сплавов, не поддающихся механической обработке; получение отливок с точностью размеров до 11 — 13 квалитета и шероховатостью поверхности Ra 2,5—1,25 мкм, что в ряде случаев устраняет обработку резанием; возможность получения узлов машин, которые при обычных способах литья пришлось бы собирать из отдельных деталей. Литье по выплавляемым моделям используют в условиях единичного (опытного), серийного и массового производства.
В силу большого расхода металла и дороговизны процесса, этот способ применяют только для ответственных деталей.
Процесс литья по выплавляемым моделям базируется на следующем основном принципе:
- Копия или модель конечного изделия изготавливаются из легкоплавкого материала.
- Эта модель окружается керамической массой, которая затвердевает и образует форму.
- При последующем нагревании (прокалке) формы модель отливки расплавляется и удаляется.
- Затем в оставшуюся на месте удалённого воска полость заливается металл, который точно воспроизводит исходную модель отливки.

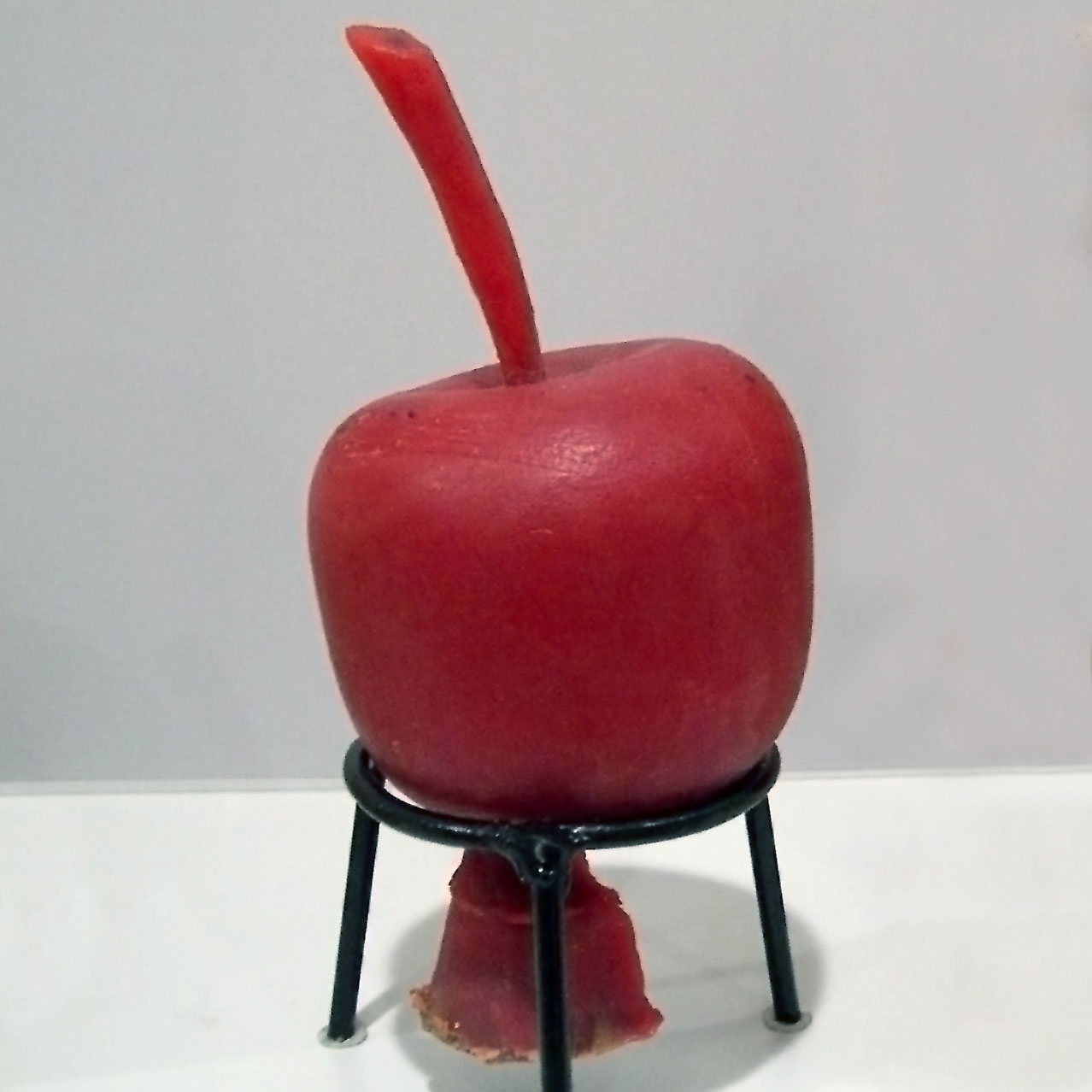
Восковая фигурка, сделанная в силиконовой форме
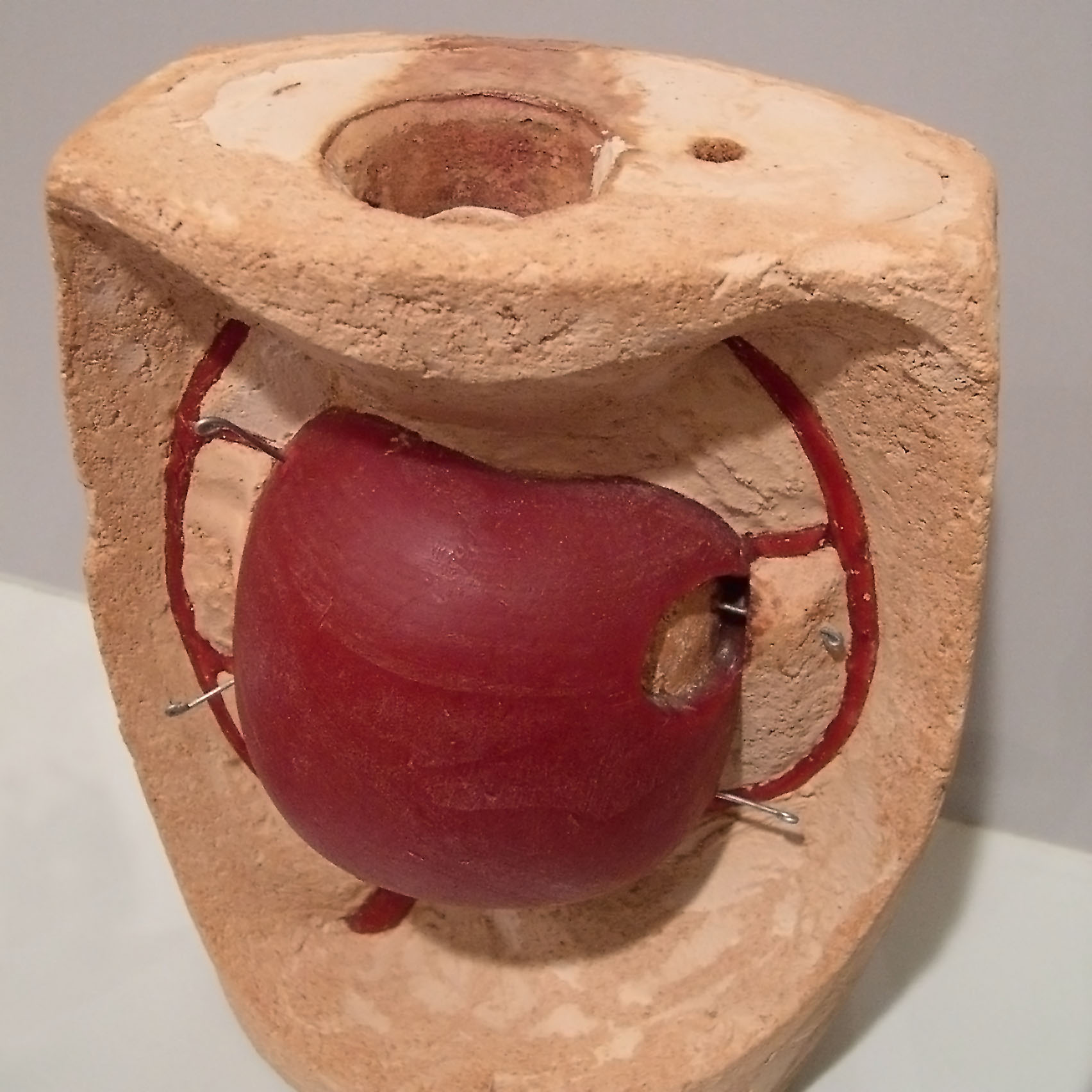
Одноразовая керамическая форма для заливки металла, сделанная вокруг восковой модели и восковых деталей литниковой системы (в разрезе)
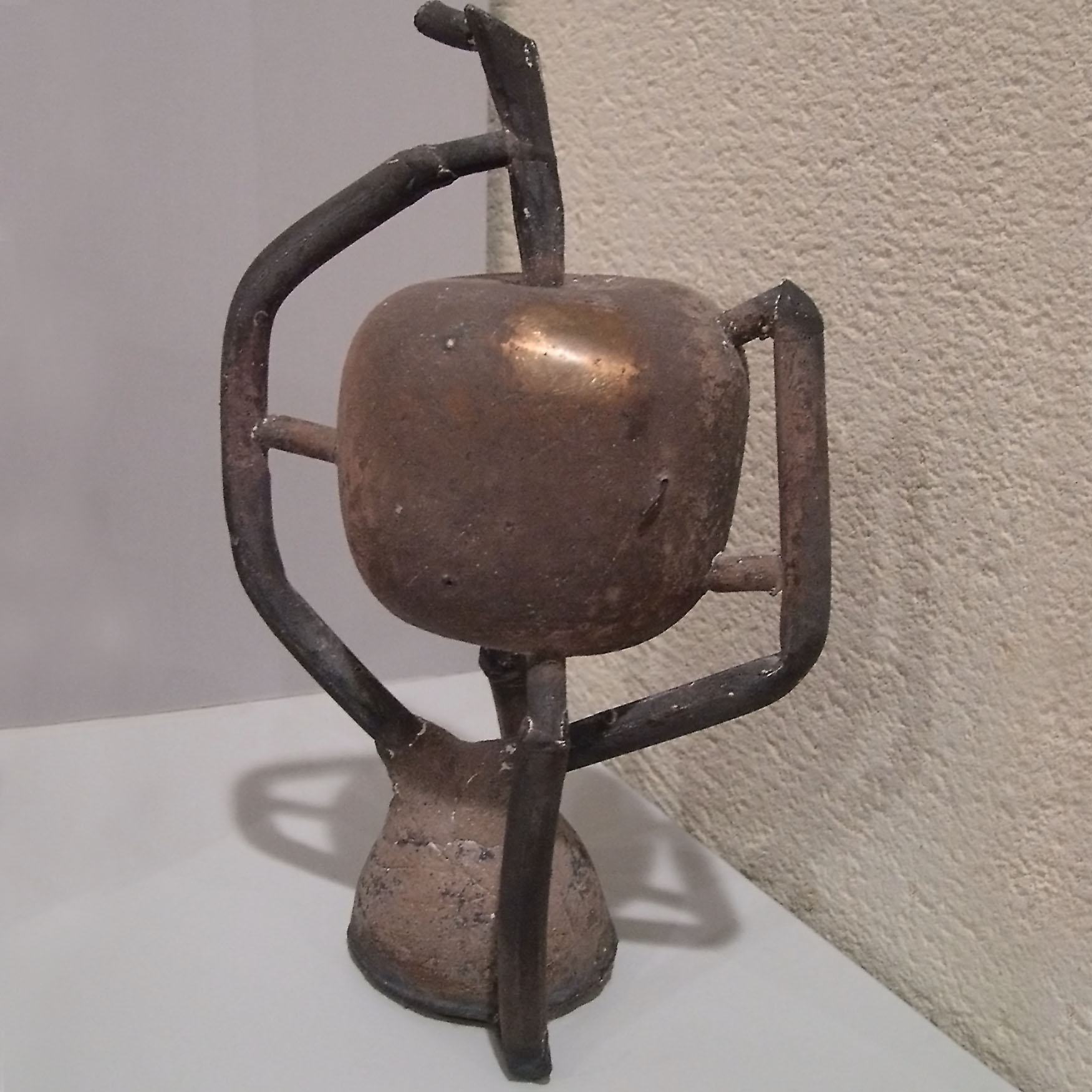
Металлическая отливка с литниковой системой
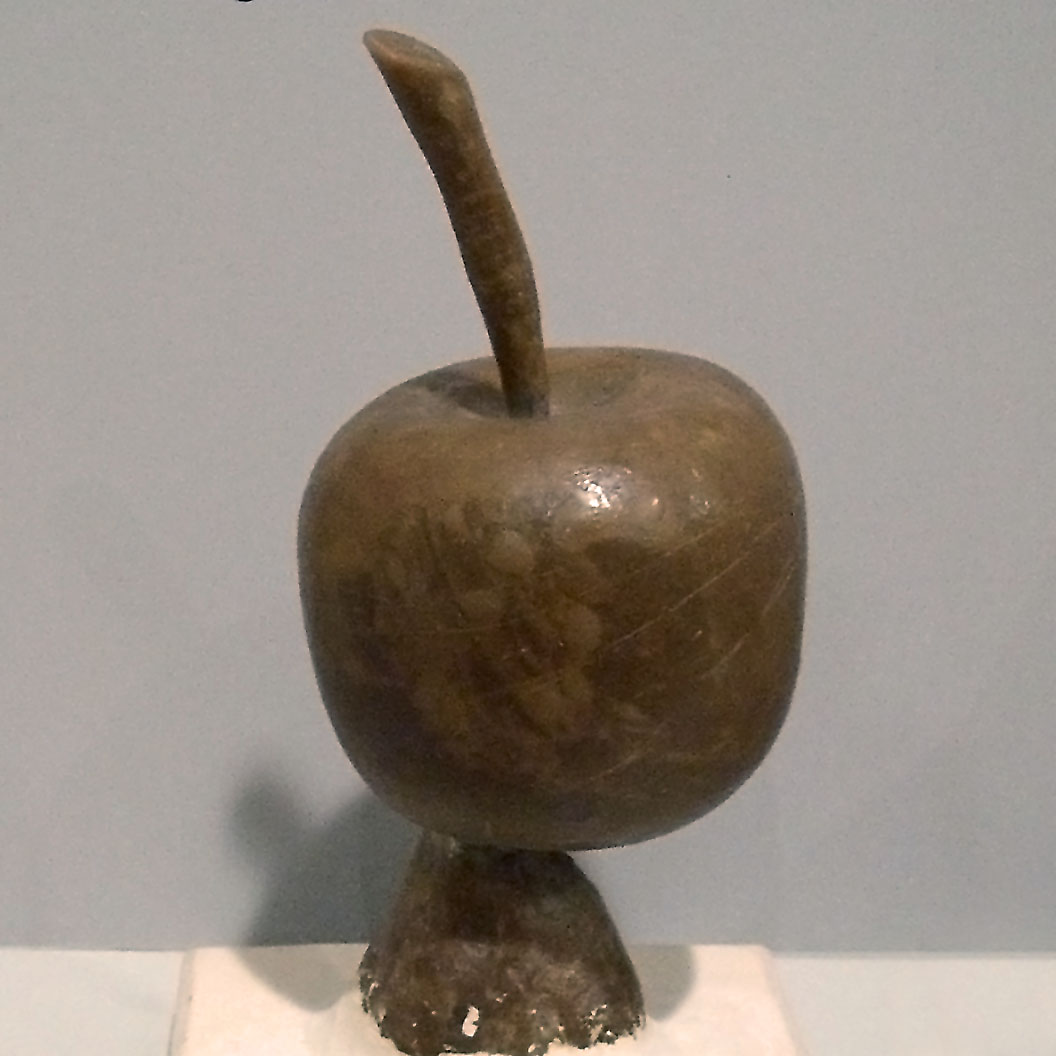
Готовая металлическая фигурка